# Чичестър
Чичестър (на английски: Chichester) е град в южна Англия, административен център на графство Западен Съсекс. Населението му е 31 831 души (2017 г.).
Разположен е на 27 m надморска височина в крайбрежната низина, на брега на залив на протока Ла Манш и на 90 km югозападно от Лондон. Селището съществува по време на завоюването на Англия от Римската империя, а през V век става столица на кралството Съсекс. В града е разположен Чичестърския университет.

## Известни личности
Родени в Чичестър
- Кейт Мос (р. 1961), писателка

Починали в Чичестър
- Колин Кеп (1928 – 2007), писател
- Едуард Хардуик (1932 – 2011), актьор